# Schladming
Schladming – miasto w środkowej Austrii, w kraju związkowym Styria, w powiecie Liezen, wchodzi w skład ekspozytury politycznej Gröbming. Leży nad rzeką Aniza. Liczy 6715 mieszkańców (1 stycznia 2015).
Dawniej było miastem górniczym. Dziś głównym źródłem dochodów jest turystyka górska. Miasto jest też ważnym ośrodkiem narciarskim.

## Rekreacja

### Narciarstwo

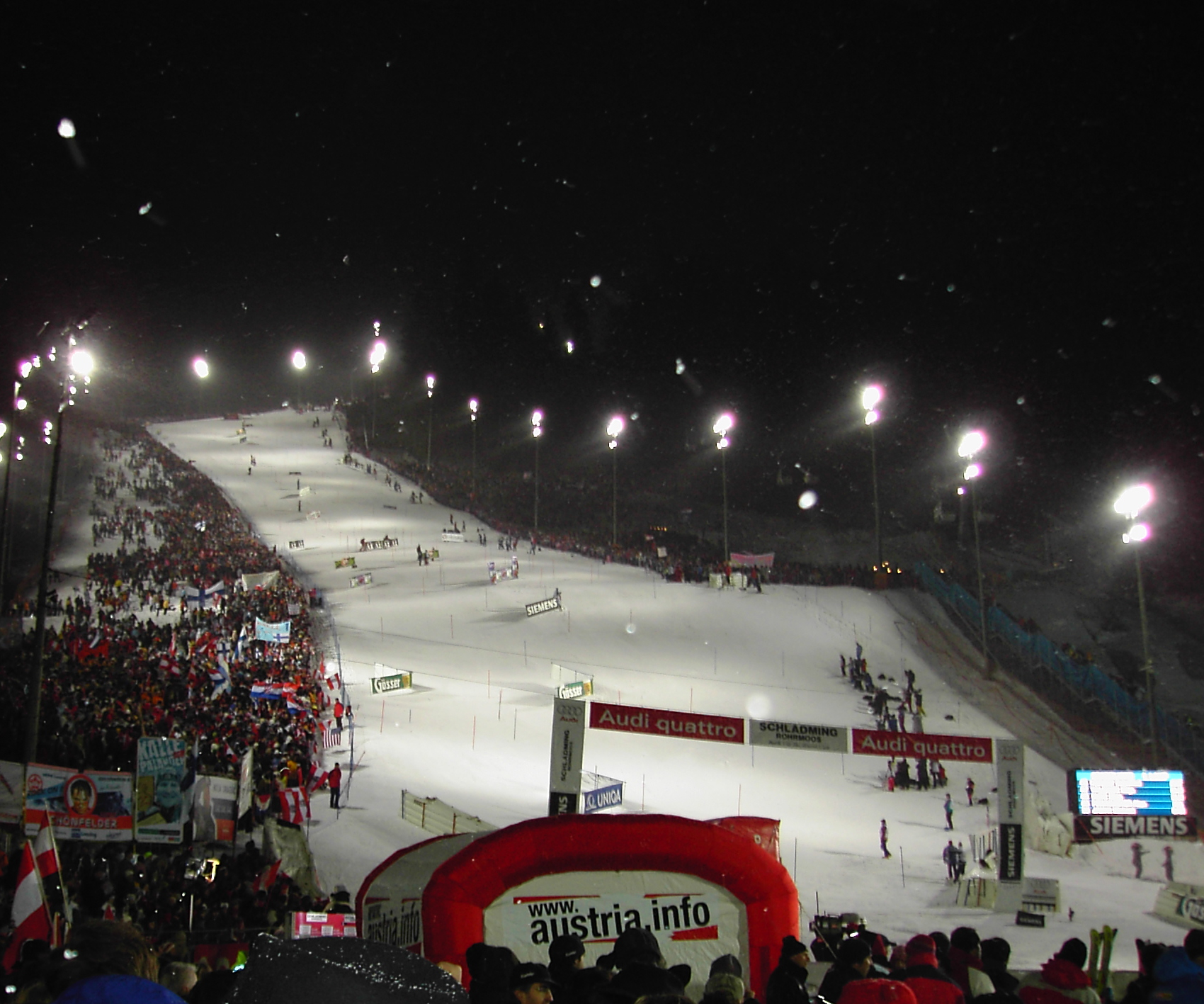
Trasa slalomu w 2005

Stoki narciarskie w Schladming umiejscowione są na górze Planai i obsługiwane są przez sześć kolejek gondolowych. Miasto posiada trasy „czerwone” i „czarne”, istnieją także trasy „niebieskie” dla początkujących, ale ogólnie Planai jest przeznaczona dla zaawansowanych narciarzy. Na Hochwurzen znajduje się również ośrodek narciarski. Wyposażony jest w cztery czteroosobowe wyciągi krzesełkowe, pięć kolejek gondolowych oraz tor saneczkowy. Góra ta jest bardziej przystosowana dla zawodowych snowboardzistów niż dla narciarzy. Snowboardziści wybierają te stoki, ponieważ jest na nich dużo skoków i są wyposażone w kilka snow-parków. Poza tym snowboardziści mogą się ścigać poza wyznaczonymi trasami narciarskimi. Istnieją dwie główne szkółki narciarskie funkcjonujące w Planai i Hochwurzen, pierwsza to Tritscher, nazwę wzięła od Franza Tritschera. Druga to Hopl wzięła swą nazwę od dwóch gór, Hochwurzen i Planai.
Na stoku Planai co roku odbywają się zawody pucharu świata w narciarstwie alpejskim mężczyzn, zawody te cieszą się dużą popularnością wśród kibiców, ponieważ są rozgrywane na bardzo trudnej trasie i przy sztucznym świetle.
W 1982 roku rozegrano tutaj 27. mistrzostwa świata w narciarstwie alpejskim (wspólnie z Haus). Po raz drugi mistrzostwa świata odbyły się w Schladmingu w 2013 roku.

### Sezon letni
Okoliczne góry znane są z dobrych warunków do wspinaczki i turystyki, oraz oferują dużą liczbę tras rowerowych. Są także trasy dla gokartów o długości 7 km. W Schladmingu znajduje się także duży kompleks basenów termalnych i centrum sportowe.
Od 2004 r. w Schladming odbywa się Puchar Świata w kolarstwie górskim. W 2008 roku zakończył się tutaj sezon kolarstwa górskiego między 12 a 14 września rozegrano trzy konkurencje; Zjazd, Four Cross i Cross-country. W 2010 Puchar Świata w kolarstwie górskim został przeniesiony do Leogang, ze względu na prace budowlane, które były związane z Mistrzostwami Świata w Narciarstwie Alpejskim w 2013 roku.

## Zakwaterowanie
W Schladming istnieje duża baza hotelowa od 1 gwiazdkowych po 4 gwiazdkowe. Są także pensjonaty, restauracje i inne tego rodzaju placówki.

## Transport
Do Schladming najszybciej można dojechać autostradą A10 z Salzburga, lub nieco dalszą trasą z Linzu. Funkcjonuje także połączenie kolejowe między Schladming i Salzburgiem.
W samym mieście funkcjonuje specjalny autobus, który kursuje między Planai i Hochwurzen przez cały rok.

## Współpraca
Miejscowości partnerskie:
- Felletin, Francja
- Furano, Japonia
- Wetzlar, Niemcy